# Lauterbach (Heldenstein)
Das Kirchdorf Lauterbach ist ein Gemeindeteil der Gemeinde Heldenstein im oberbayerischen Landkreis Mühldorf am Inn.

## Geschichte
Die katholische Filialkirche St. Georg in Lauterbach ist ein barockisierter spätgotischer Saalbau mit eingezogenem polygonalem Chor und Westturm. Erbaut wurde sie wohl 1521, um 1602 erhöht und 1682 barockisiert.  Ausbauten erfolgten im 18. und 19. Jahrhundert. Am 1. Januar 1970 wurde die 1818 durch das bayerische Gemeindeedikt gegründete Gemeinde Lauterbach nach Heldenstein eingegliedert.